# بوليفار (لاعب كرة قدم مواليد 1954)
بوليفار (بالبرتغالية: Bolívar Modualdo Guedes‏) هو لاعب كرة قدم برازيلي في مركز الدفاع، ولد في 21 ديسمبر 1954 في بورتو أليغري في البرازيل. لعب مع جمعية بورتوغيزا الرياضية وغريميو بورتو أليغرينزي.

## وصلات خارجية
- بوليفار (لاعب كرة قدم مواليد 1954) على موقع أوليمبيديا (الإنجليزية)